# Oscarsgalan 1949
Oscarsgalan 1949 som hölls 24 mars 1949 var den 21:a upplagan av Oscarsgalan där det prestigefyllda amerikanska filmpriset Oscar delades ut till filmer som kom ut under 1948.

## Priskategorier

### Bästa film
Vinnare:
Hamlet -  (J. Arthur Rank, Two Cities Films)
Övriga nominerade:
Våld i mörker -  (Warner Bros.)
De röda skorna -  (J. Arthur Rank, Archers)
Ormgropen -  (20th Century Fox)
Sierra Madres skatt -  (Warner Bros.)

### Bästa manliga huvudroll
Vinnare:
Hamlet - Laurence Olivier
Övriga nominerade:
Våld i mörker - Lew Ayres
Det dagas - Montgomery Clift
Vi dansar och ler - Dan Dailey
Alla tiders dadda - Clifton Webb

### Bästa kvinnliga huvudroll
Vinnare:
Våld i mörker - Jane Wyman
Övriga nominerade:
Jeanne d'Arc - Ingrid Bergman
Ormgropen - Olivia de Havilland
Lyckliga stunder - Irene Dunne
Ursäkta, fel nummer! - Barbara Stanwyck

### Bästa manliga biroll
Vinnare:
Sierra Madres skatt - Walter Huston
Övriga nominerade:
Våld i mörker - Charles Bickford
Jeanne d'Arc - José Ferrer
Lyckliga stunder - Oskar Homolka
Det började med Nora - Cecil Kellaway

### Bästa kvinnliga biroll
Vinnare:
Stormvarning utfärdad - Claire Trevor
Övriga nominerade:
Lyckliga stunder - Barbara Bel Geddes
Lyckliga stunder - Ellen Corby
Våld i mörker - Agnes Moorehead
Hamlet - Jean Simmons

### Bästa regi
Vinnare:
Sierra Madres skatt - John Huston
Övriga nominerade:
Ormgropen - Anatole Litvak
Våld i mörker - Jean Negulesco
Hamlet - Laurence Olivier
Det dagas - Fred Zinnemann

### Bästa manus
Vinnare:
Sierra Madres skatt - John Huston
Övriga nominerade:
Det hände i Berlin - Charles Brackett, Billy Wilder, Richard L. Breen
Våld i mörker - Irma von Cube, Allen Vincent
Det dagas - Richard Schweizer, David Wechsler
Ormgropen - Frank Partos, Millen Brand

### Bästa berättelse
Vinnare:
Det dagas - Richard Schweizer, David Wechsler
Övriga nominerade:
Livet i Louisiana - Frances H. Flaherty, Robert J. Flaherty
Storstad - Malvin Wald
Red River - Borden Chase
De röda skorna - Emeric Pressburger

### Bästa foto (färg)
Vinnare:
Jeanne d'Arc - Joseph A. Valentine, William V. Skall, Winton C. Hoch
Övriga nominerade:
Åskmolnet och juvelen - Charles G. Clarke
Carmen - fresterskan - William E. Snyder
De tre musketörerna - Robert H. Planck

### Bästa foto (svartvitt)
Vinnare:
Storstad - William H. Daniels
Övriga nominerade:
Det hände i Berlin - Charles Lang
Lyckliga stunder - Nicholas Musuraca
Våld i mörker - Ted D. McCord
Porträtt av Jennie - Joseph H. August

### Bästa scenografi (svartvitt)
Vinnare:
Hamlet - Roger K. Furse, Carmen Dillon
Övriga nominerade:
Våld i mörker - Robert M. Haas, William Wallace

### Bästa scenografi (färg)
Vinnare:
De röda skorna - Hein Heckroth, Arthur Lawson
Övriga nominerade:
Jeanne d'Arc - Richard Day, Casey Roberts, Joseph Kish

### Bästa kostym (svartvitt)
Vinnare:
Hamlet - Roger K. Furse
Övriga nominerade:
Rik mans dotter - Irene

### Bästa kostym (färg)
Vinnare:
Jeanne d'Arc - Dorothy Jeakins, Barbara Karinska
Övriga nominerade:
Kejsarvalsen - Edith Head, Gile Steele

### Bästa ljud
Vinnare:
Ormgropen -  (20th Century-Fox Sound Dept.)
Övriga nominerade:
Våld i mörker -  (Warner Bros. Sound Dept.)
Moonrise -  (Republic Sound Dept.)

### Bästa klippning
Vinnare:
Storstad - Paul Weatherwax
Övriga nominerade:
Jeanne d'Arc - Frank Sullivan
Våld i mörker - David Weisbart
Red River - Christian Nyby
De röda skorna - Reginald Mills

### Bästa specialeffekter
Vinnare:
Porträtt av Jennie - Paul Eagler (visuella), J. McMillan Johnson (visuella), Russell Shearman (visuella), Clarence Slifer (visuella), Charles L. Freeman (ljud), James G. Stewart (ljud)
Övriga nominerade:
Deep Waters - Ralph Hammeras (visuella), Fred Sersen (visuella), Edward Snyder (visuella), Roger Heman Sr. (ljud)

### Bästa sång
Vinnare:
Blekansiktet - Jay Livingston, Ray Evans för "Buttons and Bows"
Övriga nominerade:
Casbah - den förbjudna staden - Harold Arlen (musik), Leo Robin (text) för "For Every Man There's a Woman"
På kryss till Rio - Jule Styne (musik), Sammy Cahn (text) för "It's Magic"
Damen i hermelin - Friedrich Hollaender (musik), Leo Robin (text) för "This Is the Moment"
Wet Blanket Policy - Ramey Idriss, George Tibbles för "The Woody Woodpecker Song"

### Bästa filmmusik (musikal)
Vinnare:
En dans med dej - Johnny Green, Roger Edens
Övriga nominerade:
Kejsarvalsen - Victor Young
Piraten - Lennie Hayton
På kryss till Rio - Ray Heindorf
Vi dansar och ler - Alfred Newman

### Bästa filmmusik (drama eller komedi)
Vinnare:
De röda skorna - Brian Easdale
Övriga nominerade:
Hamlet - William Walton
Jeanne d'Arc - Hugo Friedhofer
Våld i mörker - Max Steiner
Ormgropen - Alfred Newman

### Bästa kortfilm (tvåaktare)
Vinnare:
Pälssälarnas ö - Walt Disney
Övriga nominerade:
Calgary Stampede - Gordon Hollingshead
Going to Blazes! - Herbert Morgan
Samba-Mania - Harry Grey
Snow Capers - Thomas Mead

### Bästa kortfilm (enaktare)
Vinnare:
Människor i stad - Edmund Reek
Övriga nominerade:
Annie Was a Wonder - Herbert Moulton
Cinderella Horse - Gordon Hollingshead
So You Want to Be on the Radio - Gordon Hollingshead
You Can't Win - Pete Smith

### Bästa animerade kortfilm
Vinnare:
The Little Orphan - Fred Quimby
Övriga nominerade:
Musse Piggs kelgris - Walt Disney
Mouse Wreckers - Edward Selzer
Robin Hoodlum -  (United Productions of America)
Kalle Anka och myrorna - Walt Disney

### Bästa dokumentära kortfilm
Vinnare:
Toward Independence -  (U.S. Army)
Övriga nominerade:
Heart to Heart - Herbert Morgan
Operation Vittles -  (U.S. Army Air Force)

### Bästa dokumentärfilm
Vinnare:
The Secret Land - Orville O. Dull
Övriga nominerade:
The Quiet One - Janice Loeb

### Ungdomspris
Det dagas - Ivan Jandl

### Heders-Oscar
Inferno (Frankrike) bästa utländska film som släpptes i USA 1948
Sid Grauman
Adolph Zukor
Jeanne d'Arc - Walter Wanger

### Irving G. Thalberg Memorial Award
Jerry Wald